# Троянська загальноосвітня школа І-ІІІ ступенів
Троянська середня школа Троянської сільської ради — загальноосвітній навчальний заклад у селі Троянка Голованівського району Кіровоградської області. Школа надає освітні послуги жителям сіл Троянка, Журавлинка, Ємилівка.

## Історія

### У Російській імперії
Школа бере початок з церковно-приходської школи, що була відкрита в селі Троянка, на той час Троянської волості Балтського повіту Кам'янець-Подільської губернії, в 1876 році. Розміщувалася в селянській хаті, яка була побудована біля церкви. Учні навчалися лише в зимовий період, бо восени і весною батьки забирали дітей на польові роботи. Повний курс проходило тільки декілька учнів. У 1890 році закінчили школу четверо дітей. Вчителі часто мінялися, тому що умови життя були важкими.

### В СРСР
У 1919 році в селі відкрита початкова чотирирічна школа. Першими вчителями були Антон Никодимович Барабановський, Микола Петрович Косинський. Школа діяла в колишньому будинку волості.
З ініціативи Леоніда Степановича Бойка, Василя Петровича Довганя в Троянці відкрито семирічку. Жителі за власні кошти іздили в м. Одесу щоби звернутися до керівництва облвно за допомогою. Самі знаходили вчителів для навчання дітей, обіцяючи створити нормальні умови життя. Завдяки такому клопотанню, в 1926 році в село прибули вчителі Параска Лазарівна Рачкова, Раїса Мойсеївна Фонкель, Валентина Станіславівна Мачтет. Перший випуск семирічки був у 1929 році. Відкриття неповно середньої школи дало можливість отримати семирічну освіту також дітям інших сіл. Класні кімнати були розташовані в трьох приміщеннях: старої волості, панському і громадському будинках.
У 1929 році на кошти громадськості розпочалося будівництво типового приміщення школи на 7 класних кімнат. Більшість шкільного обладнання закуплено за рахунок місцевого бюджету і пожертвувань заможних селян.
У 1937 р. відкрито десятирічку завдяки матеріальній базі, яку створила громада села (Перший директор — Тихін Костянтинович Рудий), в якій навчалися діти з десяти навколишніх сіл. У 1939 р. школі присвоєно звання В. В. Маяковського. Перший випуск учнів із середньою освітою відбувся в 1940 р., другий — в 1941 р., третій — 1950 р. (пов'язано з Другою світовою війною). З 1950—1951 н. р. заняття проводилися у дві зміни, а після запровадження 11-річної освіти на кінець 1950-х років прийнято рішення добудувати школу.
У 1956 р. директором школи призначено Сергія Андрійовича Доброва. Змінився й педагогічний колектив: деякі вчителі залишили школу й повернулись у місто, інші стали директорами, прийшли нові вчителі, які пов'язали свою долю з Троянкою. Із Журавлинки прийшли працювати в школу подружжя Меланюків — Віра Василівна та Іван Федорович. Із Плоско-Забузького переведено учителя української мови і літератури Андрія Лукича Чорного. Завучем став Анатолій Васильович Бак.
У 1967 р. закінчено будівництво нового корпусу школи. Радісним виявився для учнів Троянської середньої школи день 1 вересня 1967 р. Тоді відбулася пам'ятна подія: учні 1-8 класів перейшли навчатися в нові класи нового корпусу школи, побудованого колгоспом. Відкривається 9 нових класних кімнат і спортивний зал.
Влітку 196] року на посаду директора призначено Івана Ілліча Трохименка. У школу завезено багато наочності, технічних засобів навчання. При ньому школа перейшла на кабінетну систему навчання. За активною участю Івана Ілліча кабінет історії став одним із найкращих у школі. В ньому були технічні засоби: кінопроєктор, телевізор, радіомагнітола, магнітофон, фільмоскоп, велика кількість плівок до фільмоскопу.
1972 рік — директором школи стає учитель історії Анатолій Васильович Бак. За час його директорства у школі відбулися значні зміни: введено в дію водяне опалення, збудовно гуртожиток для учнів інших сіл. Школа мала невелике підсобне господарство: пару коней, два трактори, плуг, сівалку, декілька гектар землі. У школі готували майбутніх трактористів. У класі механізації встановлено розрізи тракторних двигунів та інших агрегатів. Випускники отримували посвідчення про набуту спеціальність тракториста.
Завдяки учителю фізкультури Жоржу Юхимовичу Бойко поповнено обладнання спортзалу, збудовано спортивний майданчик, команди Троянської школи займали перші місця на районних та обласних змаганнях з багатьох видів спорту, найчастіше з плавання.

### У незалежній Україні
Від 1991 школа залишилася єдиним культурним центром села.
Директором школи у 1991 році призначено учителя історії Бака Юрія Анатолійовича, який залишив посаду у 2016 році.
У 1990-і педагогічний колектив почав роботу за програмою: «Рівний доступ до якісної освіти»; співпрацю з Центром інформаційних технологій ITC у рамках Міжнародного Освітнього Проєкту «APTECH-УКРАЇНА». Створений повний комплект електронних тестів зі шкільного курсу історії, правознавства та зарубіжної літератури, які розміщені на освітянському сайті «Острів знань»; створена авторська програма наскрізного курсу інформатики та споріднених дисциплін з 2 по 11 класи; електронний мультимедійний музей історії Троянської школи.
Діловодство школи стали вести за допомогою власних засобів автоматизації: «АРМ директора школи», «Електронний річний план роботи школи», «Електронна книга наказів». Викладали в ці роки окремий курс «Основи алгоритмізації і програмування», два роки викладали трудове навчання за напрямком «Інформаційні технології» (офісний курс).
У методичному плані колектив тісно співпрацював із кафедрою інформатики Кіровоградського обласного інституту післядипломної педагогічної освіти ім. В. О. Сухомлинського, з видавництвом «Аспект» і лідером учителів інформатики Шестопаловим Євгеном Анатолійовичем.
У 2016 році школа стала філією Голованівського НВК імені Тараса Шевченка.

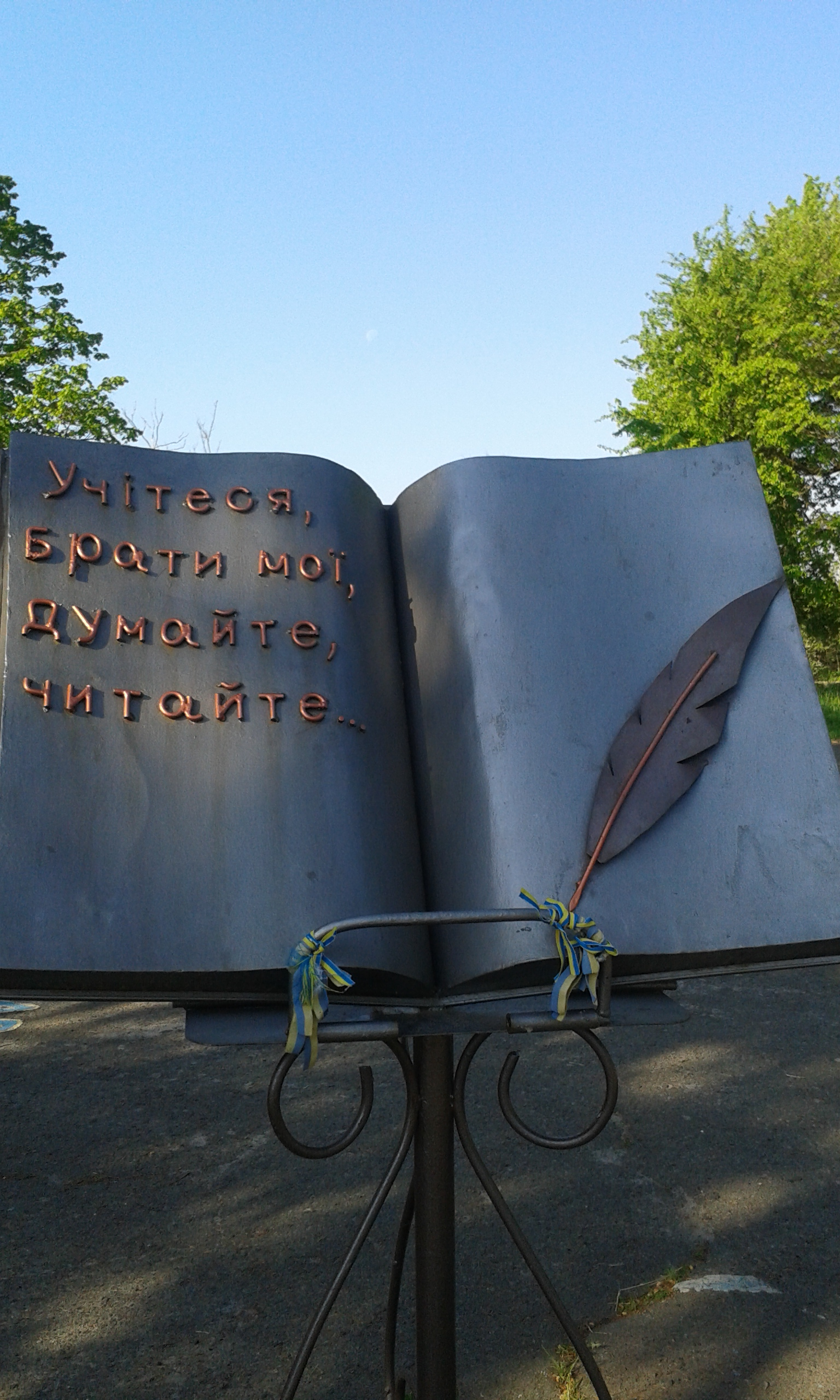
Пам'ятник Учителю, створений учителями О. В. Королем  та А. В. Королем
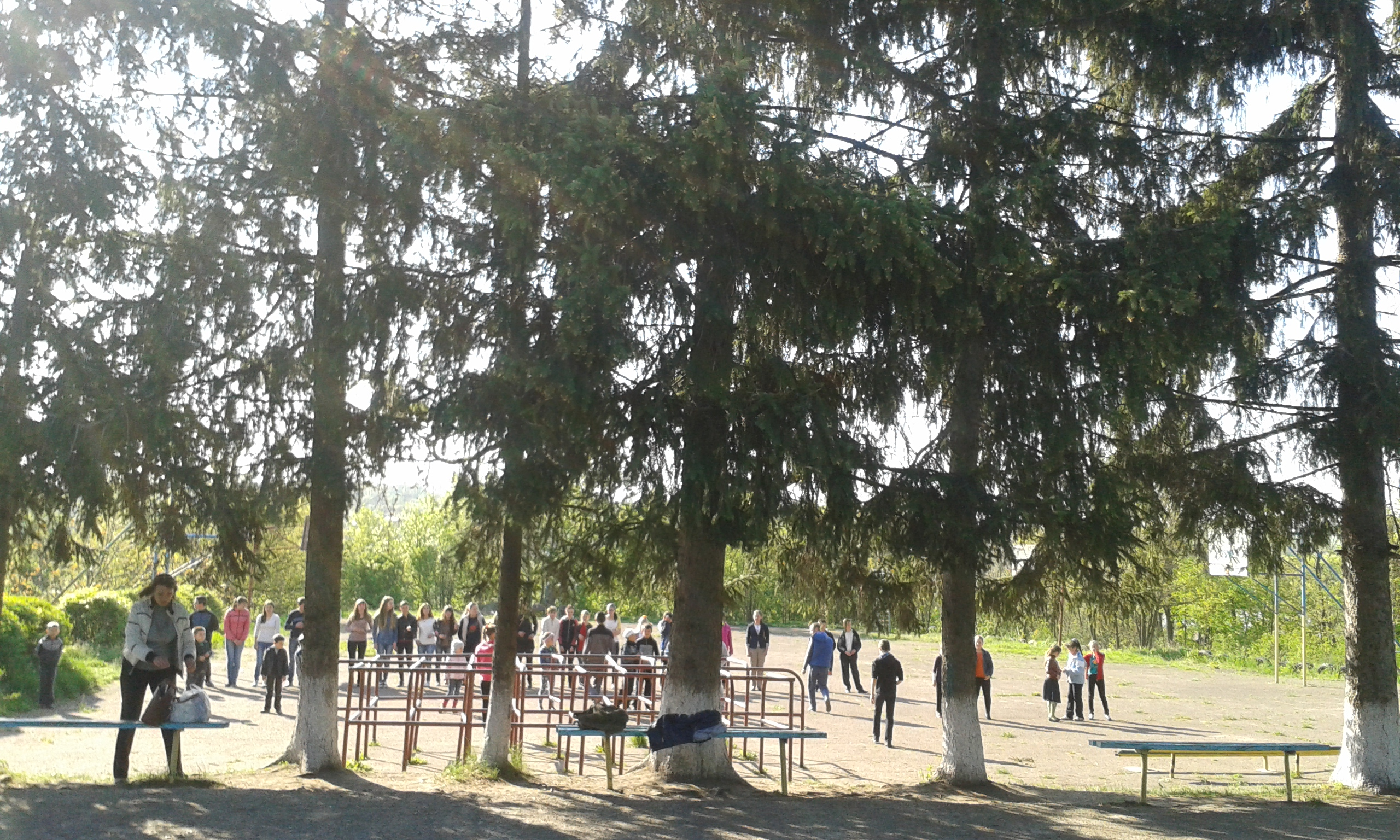
Спортмайданчик та ялинки
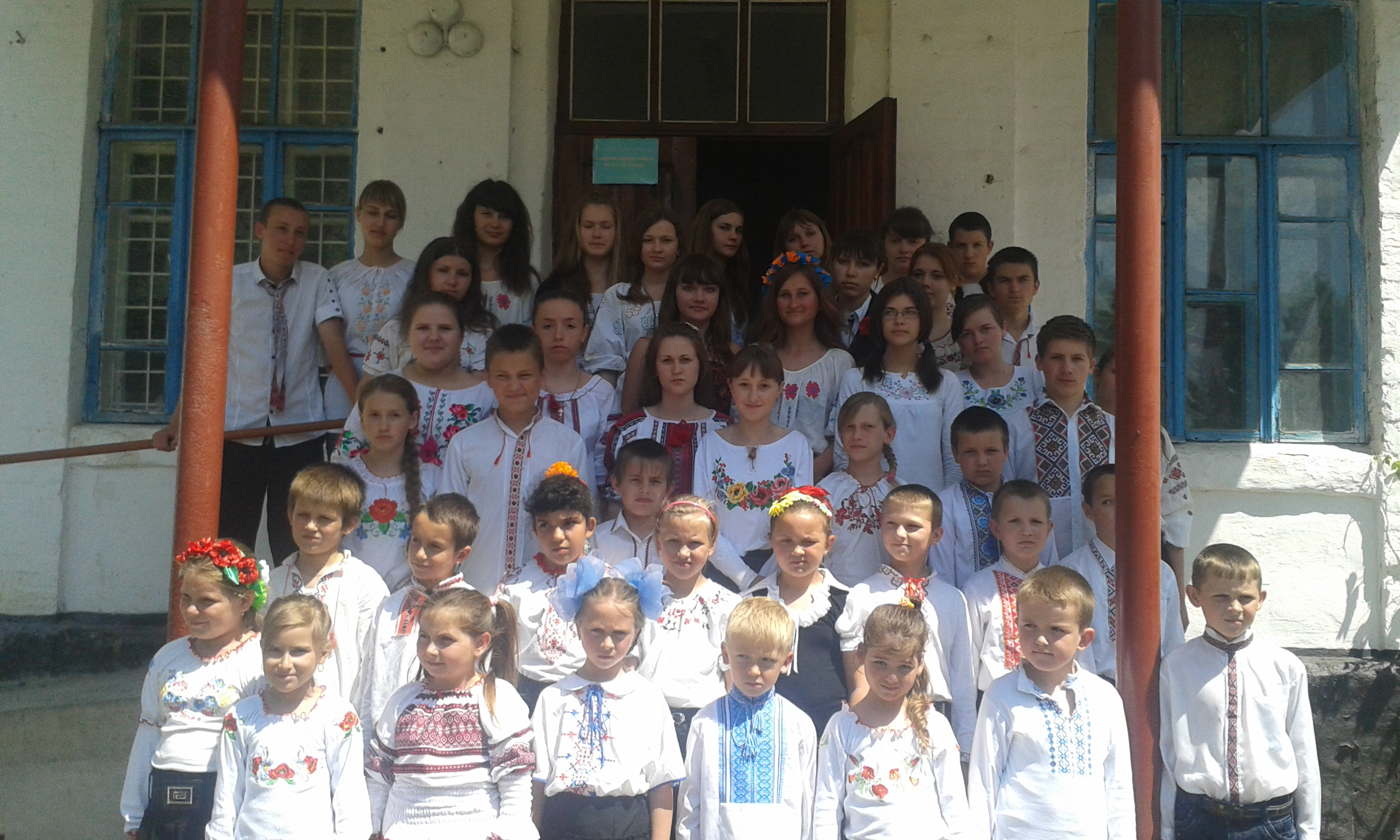
Учні Троянської школи на святі Вишиванки
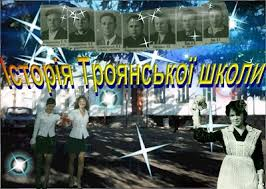
Вебсторінка історії навчального закладу
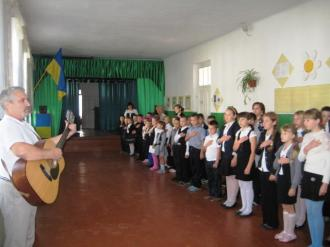
Виконання Гімну України на щотижневій лінійці
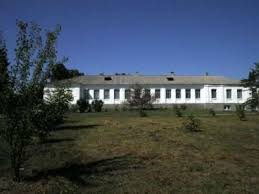
Такий вид має будівля школи влітку
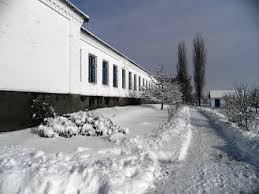
Вид школи взимку
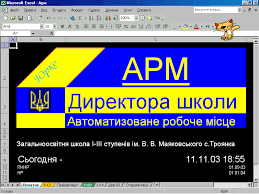
Автоматичне робоче місце директора
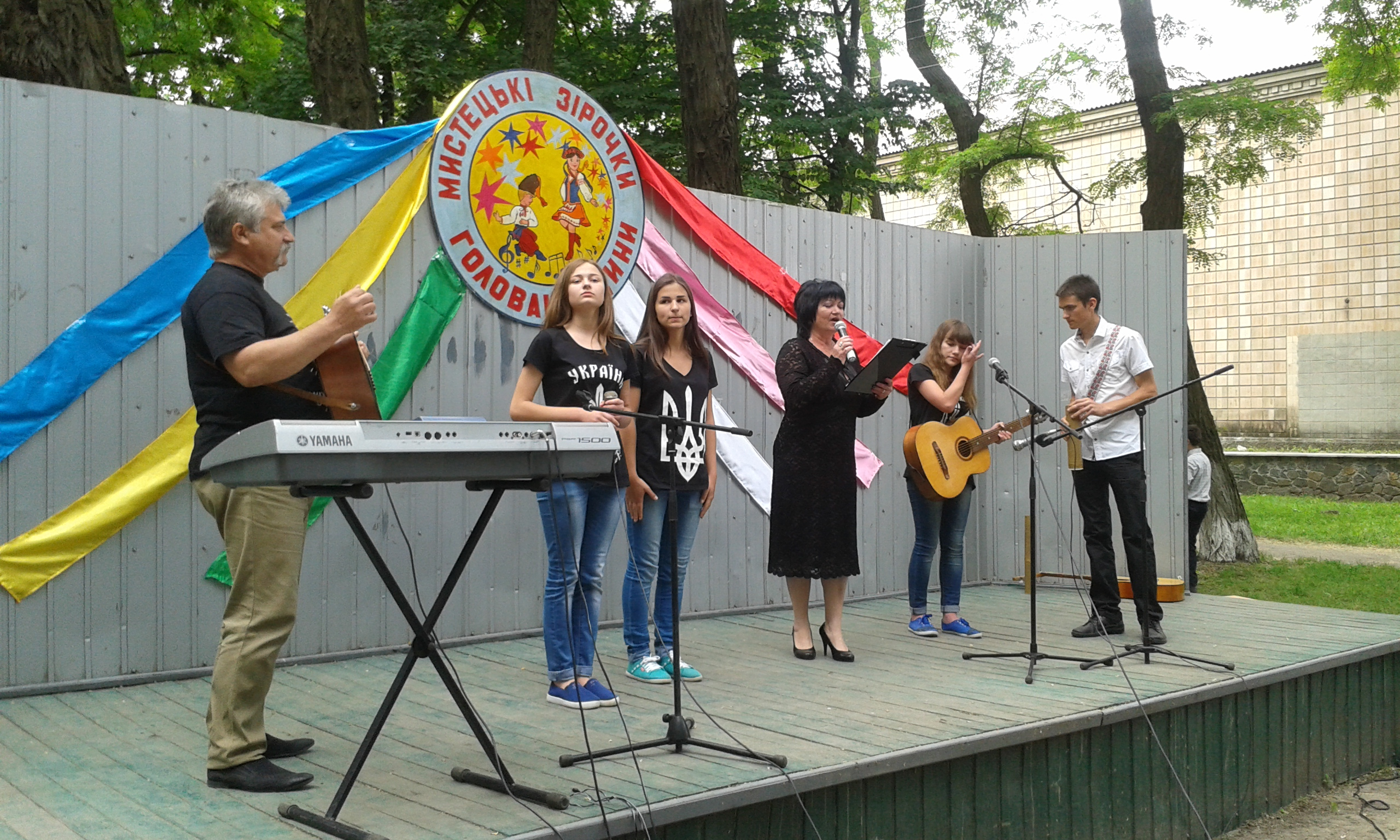
Гурт "ТроЯ and K" під час концерту

## Комп'ютеризація
У 2001 році школа вперше отримала 4 комп'ютери.
У 2003 році школа отримала комп'ютерний клас із 8 машин, у якому 8 учителів викладали 13 предметів:
- Сходинки до інформатики — 2-4 кл.
- Основи комп'ютерної грамотності — 5-6 кл.
- Основи інформаційних технологій — 7-9 кл.
- Основи алгоритмізації і програмування — 7-9 кл.
- Інформатика — 10-11 кл.
- Програмування — 10-11 кл.
- Трудове навчання — Інформаційні технології (Офісний курс) — 10-11 кл.
- Основи економіки -10 кл. (за допомогою ППЗ)
- Історія України — 11 кл. (за допомогою ППЗ)
- Всесвітня історія — 11 кл. (за допомогою ППЗ)
- Міфи народів світу — 6 кл. (за допомогою ППЗ)
- Ділова українська мова — 10 — 11 кл.
- Музика — 7 кл.

## Відомі випускники
- зоолог Микола Бобрецький,
- поет Євген Григорук,
- поет Володимир Гаранін,
- тренер Юрій Бойко[7]